# 顾敏

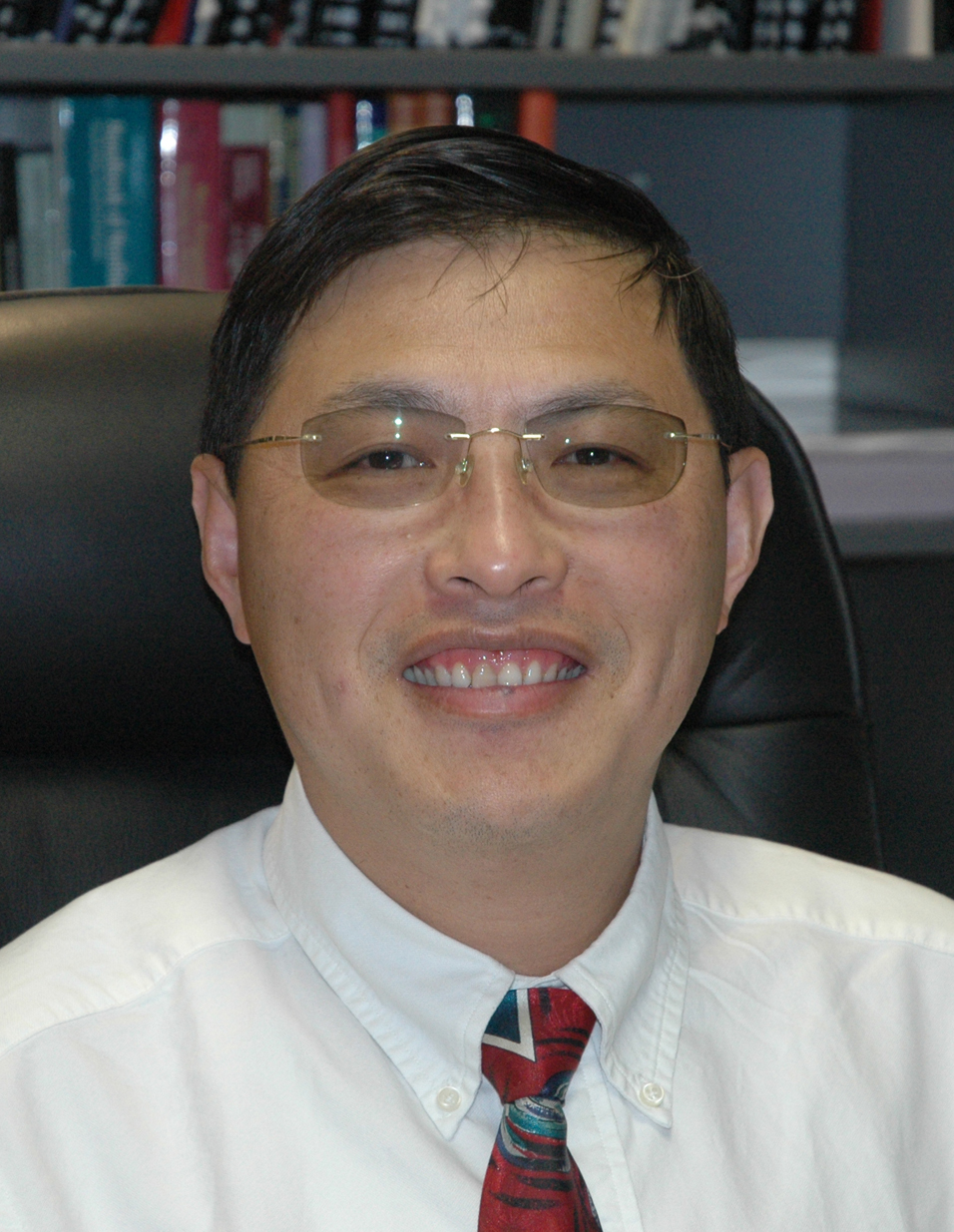
2008年的顧敏教授

顾敏（英語：Min Gu，1960年7月—），上海青浦人，澳大利亚华裔光学家。

## 生平
顾敏于1982年毕业于上海交通大学应用物理系。1988年获中国科学院上海光学精密机械研究所博士学位，后赴澳大利亚从事博士后研究。1995年起任教于维多利亚大学。2000年赴斯威本大学创立了微光子学中心，此后曾任斯威本大学光电子学首席终身杰出教授、理学院院长、工程及工业科学学院副院长、副校长等职。2016年起任皇家墨尔本理工大学副校长。自2019年5月起，顾敏院士出任上海理工大学校务委员会执行主席和光电信息及计算机工程学院教授。他曾任国际生命光学学会（International Society for Optics within Life Sciences）主席、国际光学委员会副主席等。此外，他还是中国千人计划特聘专家、长江学者讲座教授、中国科学院爱因斯坦讲席教授。
顾敏是澳大利亚物理学会会士（1999年）、国际光学工程学会会士（2003年）、美国光学学会会士（2004年）、澳大利亚工程院院士（2006年）、澳大利亚科学院院士（2007年）、英国物理学会会士（2008年）、电气电子工程师学会会士（2015年）、中国工程院外籍院士（2017年），并曾获得过澳大利亚桂冠教授（Australian Laureate Fellow）、澳大利亚光学学会Beattie Steel奖、澳大利亚物理学会Boas奖、澳大利亚科学院Ian Wark奖章、澳大利亚维多利亚科学创新奖、国际光学及光子学学会(International Society for Optics and Photonics)丹尼斯盖博奖等荣誉。